# Rasspe
Die Rasspe Systemtechnik GmbH ist ein Produzent landwirtschaftlicher Maschinenteile mit Sitz im bergischen Wermelskirchen. Das Unternehmen mit dem Warenzeichen der Pfeife beschäftigte am Standort Solingen zeitweilig mehr als 1.000 Menschen und zählte so im 20. Jahrhundert zu den größten Fabriken der Stadt. Nach wirtschaftlichen Schwierigkeiten wurde Rasspe durch die Group Schuhmacher übernommen und die Produktion in deutlich verkleinerter Form nach Wermelskirchen verlagert.

## Geschichte

### Gründung und Anfangsjahre
Der 1805 in Kohlfurth (heute Solingen) geborene Landwirt und Kleineisenschmied Peter Daniel Rasspe gründete 1827 in Schulkohlfurt bei Cronenberg (heute Wuppertal) eine Firma zur Herstellung von Stiefeleisen. Diese verstärkten unter anderem die Stiefel von Landarbeitern, aber auch gewöhnliche Straßenschuhe, mit einer Eisenplatte. Mit der Herstellung der Platten waren umliegende Schmieden beauftragt. Aufgrund günstiger Absatzsituation und technischem Fortschritt (Entwicklung der Gesenkschmieden) reichten die Kapazitäten am alten Standort rasch nicht mehr aus. So wurde der Neubau des Firmengebäudes an einem verkehrsgünstigeren Standort geplant, letztlich gelangte Rasspe jedoch günstig in den Besitz eines aus der Verwandtschaft stammenden Fabrikgeländes am Stöcken bei Solingen. Obschon unter dem Gesichtspunkt der Erreichbarkeit keine Verbesserung, gab es dort immerhin genügend Erweiterungsmöglichkeiten. Die Firma zog im Jahre 1862 nach Solingen um.

### 1863–1960
Im Jahre 1863 übernahmen die Söhne des Firmengründers das Unternehmen. 1868 ließ man dann die Pfeife als Warenzeichen in das Musterregister des Gewerbegerichts eintragen. Die Palette der von Rasspe hergestellten Produkte vergrößerte sich nach dem Umzug sukzessive. Im Jahre 1868 erhielten Tafel- und Schlachtmesser Einzug, später folgten Sägen, Häcksel- und Rübenmesser. Ab 1884 wurden unter Federführung der nunmehr dritten Generation der Familie diverse Spezialmaschinen angeschafft, die den allmählichen Übergang von der Handarbeit zur maschinellen Fertigung mit sich brachten. In der Folgezeit richtete man die Produktion mehr und mehr auf die Herstellung von Ersatzteilen für die vor allem in den Vereinigten Staaten boomende Landtechnik. Dies war nötig geworden, da zum einen der Absatz der Stiefeleisen rückläufig war und die Produkte großen konjunkturellen Schwankungen unterlagen. Die zu Anfang in den Vereinigten Staaten eingesetzten Getreide- und Grasmäher wurden ab Beginn des 20. Jahrhunderts auch nach Europa exportiert. Rasspe setzte verstärkt auf die Produktion von Ersatzteilen hauptsächlich für rapide verschleißende Teile wie Mähmesser und -balken. Das Unternehmen war schnell in der Lage, für alle möglichen Erntemaschinen die passenden Ersatzteile nachzuliefern. So umfasste der Gesamtkatalog des Unternehmens im Jahre 1914 auf über 1.200 Seiten knapp 30.000 Artikel.
Im Jahre 1926 beschäftigte das Unternehmen 640 Menschen. Da für die Firma auch die soziale Versorgung der Beschäftigten von Bedeutung war, gründete sie neben einem betriebseigenen Sportverein auch einen Werkschor. Im Jahre 1909 war Rasspe eines der Gründungsunternehmen der heutigen Bergischen Krankenkasse. Überdies betrieb die Firma eine eigene Werkfeuerwehr und unterhielt ein bis heute bestehendes Unternehmensstift (Henriette-Amalien-Stift) mit regelmäßigen Gottesdiensten. Zudem investierte Rasspe ab den 1920er Jahren in großem Umfang in den Werkswohnungsbau. So entstanden in jener Zeit an der Verbindungsstraße zwischen Stöcken und Schrodtberg einige Wohngebäude für die Beschäftigten des Unternehmens. Die Straße erhielt darum am 26. April 1935 den Namen Peter Rasspes, eines der Teilhaber der Firma P. D. Rasspe Söhne.
Nachdem Traktoren als Geräteträger nach 1930 immer beliebter wurden, entwickelte Rasspe ab 1937 Mähwerke für die verschiedenen Traktortypen. Die Firma profitierte in den 1930er Jahren auch insbesondere von den Bestrebungen der Nationalsozialisten, die Ernteerträge in der Landwirtschaft durch Maschineneinsatz zu steigern. Im Jahre 1943 kaufte die Firma das Gelände der ehemaligen Maschinenmesserfabrik Steffens in Neuwerk im Eschbachtal bei Burg an der Wupper. Dort wurden Maschinenmesser zum Schneiden von Fleisch, Brot und Gemüse hergestellt. Beide Standorte wurden im Zweiten Weltkrieg durch die Luftangriffe auf Solingen stark beschädigt, aber wieder aufgebaut. In der Nachkriegszeit konnte das Unternehmen mit dem Zuliefergeschäft als Erstausrüster in der Mähdrescher-Fertigung wirtschaftlich wieder aufblühen. 1960 wurden 1.000 Mitarbeiter beschäftigt.

### Niedergang und Übernahme
Aus verschiedenen Gründen brach der Absatz für Rasspe ab den 1960er Jahren immer mehr ein. Eine neue Schneidtechnik verdrängte den bisherigen Mähbalken, Rasspe gelang es mit der Herstellung neuer Kreisel- beziehungsweise Trommelmäher jedoch lediglich, den Umsatzrückgang in Teilen zu kompensieren. Auch automatische Knoter für Heu- und Strohpressen wurden weiterentwickelt und konnten wiederum die enormen Umsatzverluste in den weggebrochenen Absatzbereichen der Anbaumäher und ihrer Zubehörteile teils ausgleichen. Viele Hersteller in der Landtechnik gingen zudem dazu über, ihre Ersatzteile selbst herzustellen und zu vermarkten, was Rasspe viele Marktanteile im Ersatzteilgeschäft kostete. Letztlich trug besonders die Abnahme der Zahl der Landwirte in Deutschland und Europa dazu bei, dass Rasspe seine Produktion zurückfahren und Personal entlassen musste. Während die Mitarbeiterzahl Ende der 1970er Jahre noch bei rund 800 lag, fiel sie bis 1995 auf nur noch 316.
Bis 1996 war Rasspe ein familiengeführtes Unternehmen. In diesem Jahr jedoch stiegen die letzten Angehörigen der Familie Rasspe aus der Unternehmensleitung aus. In den 1990er Jahren wurde versucht, neue Geschäftsfelder zu eröffnen. Doch am Ende half auch dies nicht: Im Jahre 1999 musste Insolvenz angemeldet werden. Die Firma Gebr. Schumacher übernahm Rasspe und wandelte das Unternehmen Anfang 2000 in die Firma Rasspe Systemtechnik GmbH um. Die verbliebenen 150 Mitarbeiter stellten Schneidwerkkomponenten für die Landwirtschaft, Knoter und Industriemesser her. Im Jahr 2002 konnte Rasspe so sein 175-jähriges Bestehen feiern. Die Firma ließ die deutlich zu groß gewordenen Fabrikanlagen in Solingen schließlich im Jahre 2009 zurück und verlagerte die Produktion in das benachbarte Wermelskirchen.
Heute stellt die Firma mit 128 Mitarbeitern diverse Komponenten für Landmaschinen her, darunter Mähmesserklingen, Strohhäckslermesser und Rotormäherklingen sowie Garn- und Drahtknoter für stationäre und gezogene Pressen, die zum Binden von Stroh und anderen Produkten eingesetzt werden.

### Alter Firmensitz

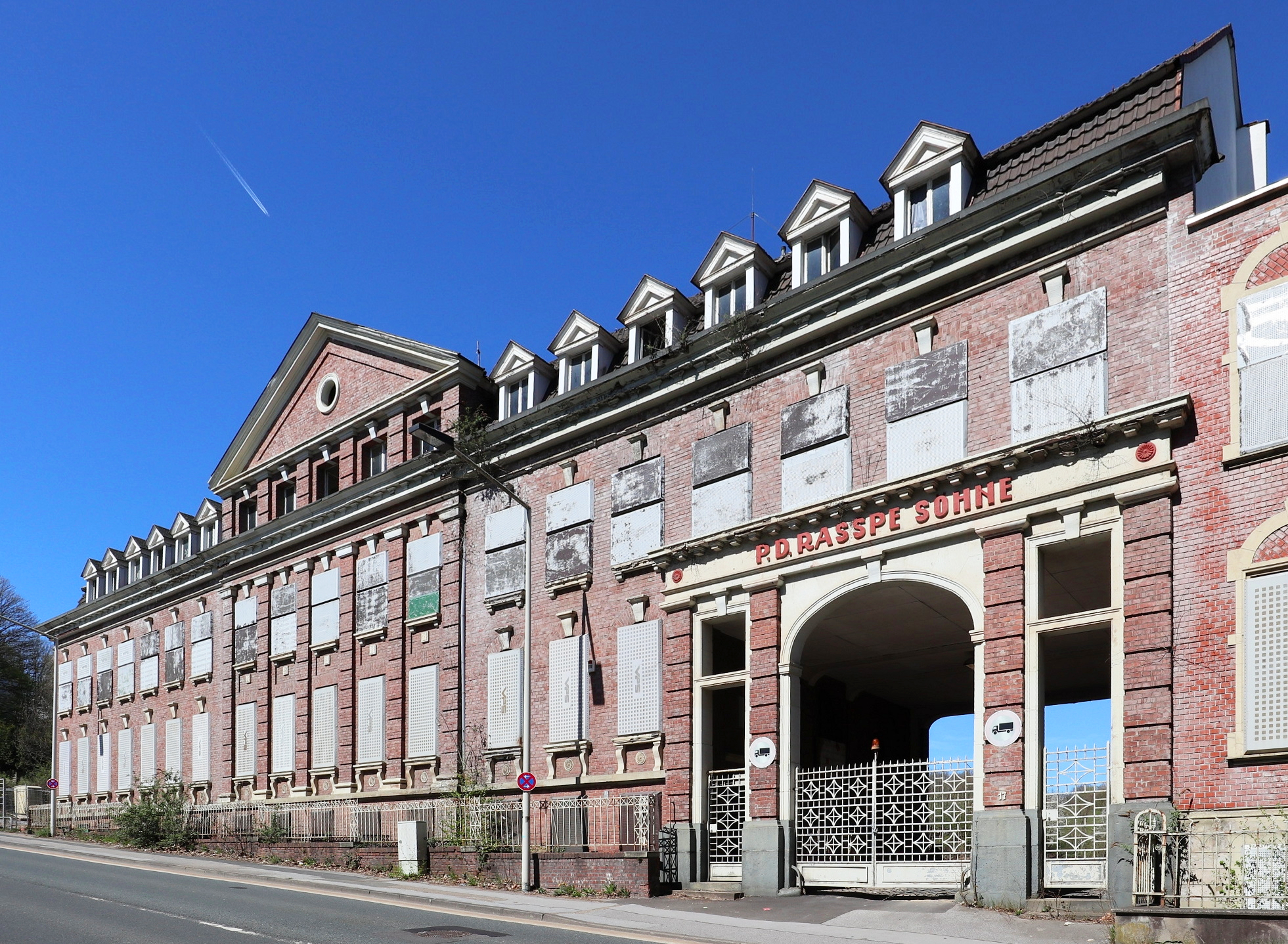
Ehemaliges Verwaltungsgebäude des Unternehmens am Solinger Stöcken, heute Baudenkmal

Das 2009 aufgegebene Fabrikgelände am Solinger Stöcken bildet mit einer Größe von rund 60.000 Quadratmetern heute die größte brachliegende Gewerbefläche der Stadt. Ein Insolvenzverwalter hatte vergeblich versucht, das Areal zu veräußern, so dass es schließlich herrenlos wurde. In einem Bieterverfahren des Landes Nordrhein-Westfalen im Jahre 2015 setzte sich die Stadt gegen einen ausländischen Investor durch, der auf dem Gelände 150 Arbeitsplätze in der Produktion schaffen wollte. Die Solinger Wirtschaftsförderung erhielt den Zuschlag und lässt das Areal nach Jahren des Leerstands sanieren, um es als Gewerbepark zu reaktivieren. Das monumentale Haupt- und das Lagergebäude an der Straße Stöcken wurde Ende 2014 unter Denkmalschutz gestellt und soll nach einer Sanierung erhalten bleiben. Auch der dahinter liegende Werksinnenhof soll nach Möglichkeit erhalten werden.
Am späten Abend des 7. Januar 2016 geriet das ehemalige Lagergebäude in Brand, der Dachstuhl des Gebäudes fiel den Flammen zum Opfer. Die Ermittlungen ergaben, dass es sich um Brandstiftung handelte, Täter konnten jedoch nicht ermittelt werden. Die Stadt Solingen will den Schaden beheben und an der Sanierung des Geländes festhalten.
Die Abrissarbeiten der Produktionsgebäude begannen im Jahre 2019 und waren 2021 weitgehend abgeschlossen. Geplant ist eine Entwicklung des Geländes zum modernen Gewerbe- und Industriegebiet bis Mitte der 2020er Jahre. Es wird unter dem Projekttitel Stöcken 17 durch die Solinger Wirtschaftsförderung beworben und vermarktet.